# 小林啓樹
小林 啓樹（こばやし けいき、6月26日 - ）は、ゲームミュージックの作曲・編曲家。かつてはナムコ/バンダイナムコゲームスに所属していたが、2014年8月に独立し、現在はフリーランスとして活動。主にエースコンバットシリーズ、アイドルマスターシリーズのBGMを担当している。

## 来歴
子供の頃『宇宙戦艦ヤマト』の熱いBGMに胸打たれたことが音楽の原体験であると語る。
幼少より鍵盤楽器を習い、音楽との触れ合いを強めるなか、高校時代にバイクで事故に遭う。左手骨折の傷を負い意識がもうろうとするなか、まだ指が動かせることに気付き、「これなら鍵盤が弾ける」と安心した。と同時に、その安心に「自分はそんなに鍵盤が好きだったんだ」と認識し、さらに音楽の道を進む。
のちに音楽大学に進学。音楽家・演奏家を目指す学生が大半のなか、その道は難しいと感じ、三回生のとき就職を決意。しかし就職も学校のバックアップが乏しく、一般企業さえ難しい。
厳しい現実に漫然と就職活動をしながら日々を過ごすが、ある日の空き時間、友人に誘われて大学の100インチモニターがある部屋を練習名目で借り切り、ゲームで遊ぶ。自身はゲームを小学2年生以来封印していたが、ここでゲームの楽しさに大きな感動を覚えた。
特にナムコ（後のバンダイナムコエンターテインメント）の『エースコンバット2』の音楽に深い感銘を受ける。本人は「すごく凝っている、制作者が最大限こだわりを発揮している、という制作現場のエネルギーが耳を通してひしひしと伝わってきました」と語っている。
その後も友人たちによってゲームの世界に引き込まれていくうち、ゲーム業界で「音楽を作りたい」と考えるようになり、志望に至った。
2007年と2009年、桜井政博、野島一成、植松伸夫、酒井省吾、竹本泰蔵ら企画するゲーム音楽のオーケストラコンサート「PRESS START」で「エースコンバットZERO」が演奏された。
2014年3月1日、「エースコンバット インフィニティ」の特別講演として、自身のピアノカルテットによる「ISAF」「ZERO」「THE JOURNEY HOME」の演奏を披露している。この演奏は、全て本人書き下ろしのアレンジによるもので、「今までの応援に対し感謝の気持ちを込めて演奏した」とのちに語っている。演奏参加しているギターの後藤貴徳は、エースコンバット・ゼロ ザ・ベルカン・ウォーでフラメンコギターを弾いた本人である。

## 人物
飛行機が好きで、航空ショーに子供の頃からよく行っており、「男の甘くない世界」に憧れがあるという。ナムコには「エースコンバットの音楽を作りたい」と公言し採用され、実際にプロジェクトへ投入された。のちにシリーズを牽引する。幻想水滸伝シリーズが好きだが、仕事上では疎遠であることを悔しがっているという。

## 主な作品
- 2001年 - エースコンバット04 シャッタードスカイ - PS2
- 2003年 - ヴィーナス&ブレイブス～魔女と女神と滅びの予言～ - PS2
- 2004年 - エースコンバット5 ジ・アンサング・ウォー - PS2
- 2005年 - ソウルキャリバーIII - PS2
- 2006年 - エースコンバット・ゼロ ザ・ベルカン・ウォー - PS2
- 2007年 - エースコンバット6 解放への戦火 - Xbox 360
- 2011年
  - エースコンバット アサルト・ホライゾン - Xbox 360、PS3
  - アイドルマスターシリーズ（作曲・編曲として参加）
- 2012年 - 鉄拳タッグトーナメント2 - Xbox 360、PS3
- 2013年
  - アイドルマスター シンデレラガールズ（日本コロムビア CD:COCC-16781）
  - ディズニー マジックキャッスル マイ・ハッピー・ライフ - 3DS
  - マッハストーム アーケードゲーム
  - 大乱闘スマッシュブラザーズ for Nintendo 3DS / Wii U （メインテーマ・戦場） - 3DS、Wii U
- 2018年 - エースコンバット7 スカイズ・アンノウン - PS4、Xbox One、Windows(Steam)
- 2020年 - ファイナルファンタジーVII リメイク - PS4（サウンドトラック Disc6「ヘリガンナー」）

## 参考資料
- （株）バンダイナムコゲームス公式サイト　採用情報
- Game Design Current
- 公式ウェブサイト